# كاتدرائية ليفربول
كاتدرائية ليفربول (بالإنجليزية: Liverpool Cathedral)‏ هي كاتدرائية أنجليكانية تابعة لأبرشة ليفربول، بنيت على شارع جبل جيمس في ليفربول وهي أيضاً مقر أسقف ليفربول. وقد يَعود اسم كاتدرائية المسيح في ليفربول لنفس الكنيسة (كما هو مسجل في وثيقة التكريس) أو كنيسة كاتدرائية المسيح القائم من الموت، ليفربول، وتكون مُخصصة بالأغلب ليسوع «في الذكرى المخصصة لقيامته المجيدة».
الكاتدرائية من تصميم جيلز جيلبرت سكوت. ويبلغ الطول الإجمالي الخارجي للمبنى، بما في ذلك كنيسة السيدة المقدسة (مخصصة لمريم العذراء)، 189 متر (207 ياردة) مما جعلها أطول كنيسة في العالم. أما الطول الداخلي للكنيسة يَبلغ 150 متر (160 ياردة). أما من حيث الحجم العام فهي تُصنف خامس أكبر كنيسة في العالم. وتتنافس مع كاتدرائية القديس يوحنا الإلهي غير المكتملة في نيويورك على لقب أكبر كنيسة أنجليكانية. كما تُعتبر ثالث أطول مبنى في مدينة ليفربول. سُجِلت الكاتدرائية في قائمة التراث الوطني لإنجلترا كبناء مدرج.
والكاتدرائية الأنجليكانية هي إحدى كاتدرائيتين في المدينة.

## التاريخ
جون تشارلز رايل كان أول من أسس أسقف في ليفربول سنة 1880. لكن الأبرشية الجديدة كانت لا يوجد فيها أي كاتدرائية.

## مواصفات الكاتدرائية
- الطول: 188.7 متر (619 قدم).
- المساحة: 9,687.4 متر مربع (104,274 قدم مربع).
- طول البرج: 100.8 متر (331 قدم).
- عمق القبو: 35.3 متر (116 قدم).
- ارتفاع أسفل البرج: 53.3 متر (175 قدم).
- أقواس البرج: 32.6 متر (107 قدم).